# Filip Lesniak
Filip Lesniak (ur. 14 maja 1996 w Koszycach) – słowacki piłkarz występujący na pozycji pomocnika. Wychowanek MFK Košice. W trakcie swojej kariery grał także w takich klubach, jak Tottenham Hotspur, Slovan Liberec, Aalborg BK oraz Silkeborg IF. Były młodzieżowy reprezentant Słowacji. Wnuk Jána Kozáka oraz siostrzeniec Jána Kozáka jr.